# Абдалла ибн Заид Аль Нахайян
Абдулла ибн Заид Аль Нахайя́н (араб. عبد الله بن آل نهيان‎; род. 30 апреля 1972) — эмиратский политик, министр культуры и информации ОАЭ с 1997 по 2006 годы, министр иностранных дел ОАЭ с 9 февраля 2006 года.

## Биография
Сын основателя и первого президента ОАЭ Заида ибн Султана Аль Нахайяна. Родился в Абу-Даби 30 апреля 1972 года. Окончил бакалавриат по направлению «Политика» университета Объединённых арабских эмиратов (en).
С 1993 года по 2001 год — глава Ассоциации футбола ОАЭ, с 1997 по 2006 год — министр культуры и информации ОАЭ.
С февраля 2006 года — глава министерства иностранных дел.
В мае 2020 года в ряде СМИ прошла информация о гибели шейха Абдалла бен Заида, однако в скором времени она была опровергнута.

## Награды
- Рыцарь-командор ордена Святых Михаила и Георгия (2013 год, Великобритания)[4]